# 趙時用
趙時用（？—？），南直隶扬州府江都縣人。明朝政治人物。

## 生平
万历二十五年（1597年）丁酉科应天乡试举人，四十一年（1613年）癸丑科進士，初授南安县知县，调闽县，泰昌元年（1620年）十月考选，授户科给事中，天啓元年（1621年）八月升本科右给事中，十一月升吏科左给事中，巡视京营，二年二月掌本科印，五月六垣合疏弹劾首辅沈㴶，被下旨切责。十月与中书舍人李芬册封益府仁化王朱慈㶧。三年二月升兵科都给事中，十月升太常寺少卿，五年十月为南京云南道御史梁克顺弹劾与周朝瑞党荐熊廷弼，被削籍为民。崇祯元年恢复官职。。